# Thibar
Thibar (arabe : تيبار) est une ville du nord de la Tunisie située à une trentaine de kilomètres à l'ouest de Béja.
Rattachée administrativement au gouvernorat de Béja, elle compte 3 334 habitants en 2004 ; elle est le chef-lieu d'une délégation comptant 10 509 habitants en 2004. Elle devient le siège d'une municipalité à la suite du décret du 11 septembre 2015.

## Histoire

### Antiquité
Thibar occupe l'emplacement de l'antique cité romaine nommée Thibaris ou pagus Thibaritanus, la qualification de pagus s'appliquant à une colonie de vétérans de Marius, qui devient municipe (municipium marianii thibaritanorum) à une date inconnue. Tibaris est l'une des quatre cités avec Mustis, Thuburnica et Uchi Maius où Marius, après avoir vaincu Jugurtha, installe en 103 av. J.-C. des vétérans romains en territoire numide, à la limite de la zone sous la domination de Carthage.
La présence d'un évêque chrétien nommé Vincentius est attesté en 256, d'après une liste concilaire.
Des fouilles menées en 1935 mettent au jour les ruines d'une basilique détruite par le feu, des tombes et des mosaïques tombales. Diverses inscriptions latines sont relevées sur le site : épitaphes, dédicaces à l'empereur régnant, etc. Les vestiges d'un amphithéâtre romain sont fortuitement découverts en 1937 ; l'édifice entier mesurait 61,2 mètres de long pour 51,5 mètres de largeur.

### Période moderne
En 1895, les pères blancs créent un vaste domaine agricole qui doit servir de ferme modèle et qu'ils exploitent afin de pourvoir aux besoins de la mission. Le père Alexis Lemaître y fait une année de probation en 1903, année où est achetée la propriété de Saint-Joseph de Thibar, représentant une superficie de 1 200 hectares cultivables et 700 de brousse et de montagne.

Alexis Lemaître est nommé à Ghardaïa et devient supérieur de Thibar le 7 juin 1904. Dans son rapport annuel de 1906, il écrit : 
« La variété des ressources naturelles de Saint-Joseph de Thibar en font une des plus belles et des meilleures [missions] de Tunisie. Les terres se prêtent également à la culture des céréales et de la vigne et à la production des fourrages. On y trouve un climat sain, des eaux excellentes en abondance, et la ressource précieuse de terre à briques, de pierres à chaux, et à plâtre, et des bois pour cent ans et plus.

Je rappelle ce qui est fait, d'une façon générale. D'abord les céréales : blé dur, blé tendre, avoine, orge, et les fourrages naturels et artificiels. Ensuite, la vigne : « votre vignoble est le plus prospère que nous ayons en Tunisie », m'a dit plus d'une fois l'inspecteur des vignobles ». »
Les pères blancs donnent des soins aux malades dans le dispensaire et un père, accompagné de deux frères, visite la région qui lui est réservée chaque semaine.
Les orphelins de la grande famine de 1893 sont recueillis dès avril 1896 et c'est pour eux qu'en 1903 est construit le village chrétien de la Sainte Famille avec ses petites maisons, son église et la maison des sœurs. Le père Alexis Lemaître quitte le domaine pour prendre le poste de vicaire apostolique du Soudan et évêque titulaire de Sitifis (de).
Au fil des années, les pères blancs agrandissent les bâtiments. Ils rénovent leur chapelle et font construire un scolasticat, qui permet de désengorger leur maison de Maison-Carrée en Algérie, où demeure le noviciat de la Société. Ils ouvrent aussi une maison de retraite pour leurs missionnaires âgés. Joseph Dupont y est par exemple mort.
Le domaine est nationalisé par Habib Bourguiba au début des années 1960.